# Maurizia Cacciatori
Maurizia Cacciatori (Carrara, 6 aprile 1973) è un'ex pallavolista italiana.
Giocava nel ruolo di palleggiatrice.

## Biografia
È figlia dell'ex calciatore Franco.
Nel 2004, dopo un lungo fidanzamento, saltano le nozze con l'ex cestista italiano Gianmarco Pozzecco. Nel 2011 è diventata mamma di Carlos Maria, avuto dal compagno Francesco Orsini; il 31 marzo 2012 nasce la figlia Ines.

## Caratteristiche tecniche
Alta 178 cm, schiacciava a 298 cm e murava a 274 cm.

## Carriera

### Giocatrice

#### Club

Maurizia Cacciatori alla Sirio Perugia nel 1992

Inizia in giovane età nella Pallavolo Carrarese, squadra della sua città natale, con cui ottiene la storica promozione in Serie A2, per poi esordire in serie A1 a 16 anni, nella stagione 1989-90 con la Pallavolo Sirio Perugia, formazione con cui militerà fino al 1993 conquistando la Coppa Italia 1991-92.
Dopo un biennio con la maglia della Polisportiva Amazzoni Agrigento, nel campionato 1995-96 viene ingaggiata dal Volley Bergamo, con cui in tre stagioni conquista altrettante accoppiate scudetto-Coppa Italia (1995-96, 1996-97 e 1997-98), due Supercoppe Italiane (1996 e 1997) e una Coppa dei Campioni.
Nella stagione 1998-99 si trasferisce al Centro Ester Pallavolo; con la formazione napoletana si aggiudica la Coppa CEV, quindi fa ritorno al Volley Bergamo dove, dal 1999 al 2003, conquista una Supercoppa italiana, una Coppa dei Campioni ed uno scudetto; nel corso della sua seconda avventura in terra orobica, durante la stagione 2001-02 subisce una squalifica di 10 giornate in seguito alla positività a due diuretici (amiloride e idroclorotiazide) rilevata nel corso di un esame antidoping.
Nel campionato 2003-04 si trasferisce alla squadra spagnola del Club Voleibol Tenerife, con cui vince il campionato, la Coppa della Regina e l'European Champions League; accetta quindi la proposta del Volleyball Club Lodi per la Serie A2 2004-05, ma l'annata si conclude anzitempo a causa dell'esclusione della formazione lodigiana dal campionato.
L'anno successivo torna nel massimo campionato italiano giocando per il neopromosso Arzano Volley, ma la stagione termina con la retrocessione; Maurizia si trasferisce nuovamente in Spagna dove nella stagione 2006-07 guida il Club 15-15 alla promozione in Superliga Femenina de Voleibol, abbandonando a fine campionato l'attività agonistica.
Sempre in seno alla società spagnola, l'anno successivo ricopre il ruolo di Direttore Sportivo, con la formazione delle isole Baleari che raggiunge la finale scudetto.

#### Nazionale
Vanta 228 presenze nella Nazionale di pallavolo femminile dell'Italia, in cui fa il suo esordio il 27 novembre 1991 ad Apeldoorn (Paesi Bassi) nella partita contro la Russia.
Con le azzurre vince un oro ai Giochi del Mediterraneo (2001), un bronzo agli Europei del 1999 in Italia e un argento a quelli del 2001 in Bulgaria. Nel curriculum della carrarese c'è anche la partecipazione alle Olimpiadi di Sydney 2000, prima qualificazione in assoluto per la nazionale femminile di pallavolo.
Al Campionato mondiale femminile di pallavolo 1998 in Giappone, dove l'Italia raggiunge il quinto posto, viene eletta miglior palleggiatrice della manifestazione.

### Dopo il ritiro
Nel 2006 partecipa come concorrente alla quarta edizione del reality show L'isola dei famosi, condotta da Simona Ventura su Rai 2, venendo eliminata nel corso della quinta puntata con il 73% dei voti.
Nel 2007 approda a Sky Sport per il commento tecnico degli incontri del campionato femminile di Serie A1. Nel 2010 appare nel film Maschi contro femmine di Fausto Brizzi.
Nel 2018 pubblica il libro autobiografico Senza rete.

## Palmarès

### Club
- Campionato italiano: 4

1995-96, 1996-97, 1997-98, 2001-02
- Campionato spagnolo: 1

2003-04
- Coppa Italia: 4

1991-92, 1995-96, 1996-97, 1997-98
- Coppa della Regina: 1

2003-04
- Supercoppa italiana: 3

1996, 1997, 1999
- Coppa dei Campioni/Champions League: 3

1996-97, 1999-00, 2003-04
- Coppa CEV: 1

1998-99

### Nazionale (competizioni minori)
- Trofeo Valle d'Aosta 2004
- Giochi del Mediterraneo 2011

### Premi individuali
- 1998 - Campionato mondiale: Miglior palleggiatrice

## Opere
- Senza rete, Macerata, Roi, 2018, ISBN 978-88-85493-30-8.